# Edisen Fishery
 (mars 2020).
L'Edisen Fishery est une ancienne pêcherie américaine dans le comté de Keweenaw, au Michigan. 
Protégée au sein du parc national de l'Isle Royale, elle est inscrit au Registre national des lieux historiques depuis le 8 mars 1977.